# 백마는 오고 있는가
백마는 오고 있는가는 써니힐의 싱글 앨범이다. 2012년 4월 20일 발매되었다.

## 특징
- 2012년 4월 15일 SBS 인기가요를 통해 티저영상을 공개하였다[2]
- 백마는 오고 있는가는 부기장르로 기타,드럼,베이스,신스가 어울러진 곡이다
- 스펙만을 쫓으며 사랑에 대한 본질을 잊어버린 사람들에게 통쾌한 메시지를 던지고 있다
- 뮤직비디오에 작곡가 이민수가 특별출연하였다

- 현실 세계에서 품평, 물질 만능주의를 비판하여 많은 이들에게 공감을 받는다.

## 트랙리스트

### 백마는 오고 있는가
| #  | 제목                          | 작사   | 작곡   | 편곡 | 재생 시간 |
| -- | ----------------------------- | ------ | ------ | ---- | --------- |
| 1. | 〈백마는 오고 있는가〉        | 김이나 | 이민수 | 3:44 |           |
| 2. | 〈베짱이 찬가 (Haihm Remix)〉 | 김이나 | 이민수 | 3:42 |           |